# 趙家相
趙家相（1556年6月9日—？年），字熙載，號晴峹，四川重慶府巴縣人，民籍。

## 生平
行一，丙辰年五月初三日生。治《書經》，由增廣生中式壬午鄉試二十一名舉人，年三十一歲中式萬曆十四年丙戌科會試二百二十七名，第三甲第二百四十九名進士。刑部觀政。十六年授陝西洛川縣知縣，以贪酷被充军。

## 家族
曾祖趙文林，紀膳；祖趙圭；父趙子民，己酉舉人；母劉氏。慈侍下，妻游氏，弟家弼；家鼎。